# Берточчи, Франсиско
Франси́ско Берто́ччи Ферна́ндес, известный по прозвищу Тано (исп. Francisco «El Tano» Bertocchi Fernández; 5 августа 1946, Монтевидео) — уругвайский футболист, выступал на позиции полузащитника.

## Биография
Берточчи в 1960 году стал выступать за пятую команду «Монтевидео Уондерерс». В 1966 году перешёл в Пеньяроль, в основе относительно стабильно стал играть в 1968 году, однако в команде была очень высока конкуренция и Берточчи в следующем году перешёл в ЛДУ Кито. В первом же сезоне он с 23-ю мячами стал лучшим бомбардиром чемпионата Эквадора, а 27 октября 1969 года забил 8 голов в одном матче — в ворота клуба Америка (Амбато). ЛДУ Кито в том сезоне также стал чемпионом Эквадора. В 1970 году Берточчи разделил звание лучшего бомбардира Кубка Либертадорес с аргентинцем Оскаром Масом.
В 1971 году Франсиско вернулся в Уругвай, где помог «Ливерпулю» занять третье место в чемпионате, в котором сине-чёрные могли и выиграть титул.
После успешных сезонов на клубном уровне в конце 1960-х годов, в 1971 году Берточчи был вызван в сборную Уругвая. В Селесте за следующие два года он сыграл в 10 матчах, в которых забил 1 гол.
В 1973 году Берточчи отправился в Мексику, где выступал сначала за «Монтеррей», а затем за «Тампико Мадеро» из нефтегазоносного региона на северо-востоке страны. В 1980 году Берточчи решил завершить профессиональную карьеру, но его бывший партнёр по «Пеньяролю», Альберто Спенсер, работавший к тому моменту тренером «Уракана Бусео», уговорил Франсиско поиграть в этой команде. В 1981 году Берточчи ещё опять выступал за «Тампико», где уже окончательно завершил карьеру в возрасте 35 лет.
По окончании карьеры футболиста работал тренером и агентом игроков.

## Титулы и достижения
- Чемпион Уругвая (2): 1967, 1968
- Чемпион Эквадора (1): 1969
- Лучший бомбардир чемпионата Эквадора (1): 1969 (23 гола)
- Автор 8 голов в одном матче: 27 октября 1969, в ворота «Америки» (Амбато)